# Benissa
Benissa, en valencien et officiellement, (Benisa en castillan), est une commune d'Espagne de la province d'Alicante dans la Communauté valencienne. Elle est située dans la comarque de la Marina Alta et dans la zone à prédominance linguistique valencienne.

## Toponymie
Le toponyme « Benissa » vient du nom arabe بن عيسى, littéralement « descendant d'ʿĪsā ».

## Géographie

Localisation de Benissa
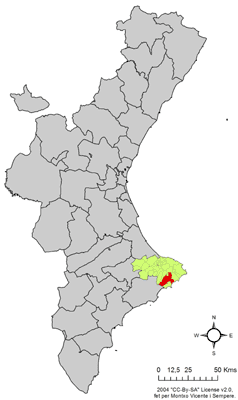
dans la Communauté valencienne.
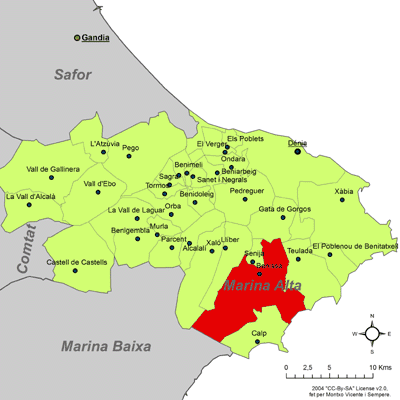
dans la comarque de la Marina Alta.

## Personnalités liées
- Andreu Ivars (1886-1936), historien et prêtre franciscain valencien y est né
- Chester Himes (1909-1984) , auteur afro-américain de romans policiers

### Sources
- (es) Varaciones de los municipios de España desde 1842, Ministerio de administraciones públicas, octobre 2008, 364 p. (lire en ligne) [PDF]